# ビーテック
株式会社ビーテック（BEE TECH Co. Ltd.）は、東京都港区に本社を置くビー・ブレーン（ビー・グループ）の技術プロダクションである。テレビ番組・CM・MTV等の撮影技術・ポスプロ、放送機器レンタルなどを事業内容とする。

## 概要
2021年6月、株式会社ビー・ブレーンから新しい事業として設立、技術部門として事業開始。ビー・ブレーンの役員と当時IMAGICA（現:IMAGICA Lab.）で所属していたエディターと共に集結された。

## 役員
- 代表取締役会長：西 敏也
- 代表取締役社長：菅野 貴志
- 執行役員：宮田 憲司、浅尾 和寿
- 監査役：竹間 千晃

## 事業所
- 本社・レジデンシャルホテル（EDIT-A・EDIT-B・MA-C）
  - 東京都港区赤坂9丁目1−7 赤坂レジデンシャルホテル263号室
- スタジオ・三基ビル（S1-EDIT・S2-EDIT・S3-MA）
  - 東京都港区赤坂7丁目11-9 赤坂三基ビル5F（ビー・ブレーン本社内）

## グループ会社
- 株式会社ビー・ブレーン
- 株式会社ビアーズ
- 株式会社ビーフィット

## 主な実績

### テレビ番組
2021年
- スポーツ
  - 単発・スペシャル
    - プロ野球!クセ強ベストナイン すげぇ人来ちゃったよSP（テレビ東京、ビー・ブレーン 12月29日）

2022年
- バラエティ
  - レギュラー
    - 関ジャニ∞の あとはご自由に（フジテレビ、ビアーズ 5月10日 - ）
    - LIL LEAGUEのヴィクトリーグ!（テレビ東京、ビー・ブレーン 10月9日 - ）
- 音楽
  - レギュラー
    - 昭和歌謡パレード（BSフジ、ビー・ブレーン 10月5日 - ）